# Cerete
Cerete (lombardul: Serét) település Olaszországban, Lombardia régióban, Bergamo megyében. Lakosainak száma 1614 fő (2023. január 1.). Cerete Sovere, Bossico, Rovetta, Songavazzo és Gandino községekkel határos.

## Népesség
A település lakossága az elmúlt években az alábbi módon változott:
| Lakosok száma | 1597 | 1597 | 1614 |
|               | 2017 | 2018 | 2023 |